# Інформаційно-охоронний знак природно-заповідного фонду
Інформаційно-охоронний знак природно-заповідного фонду - офіційна вивіска державного зразку, що встановлюється біля входу до території природно-заповідного фонду та інформує про її охоронний статус.

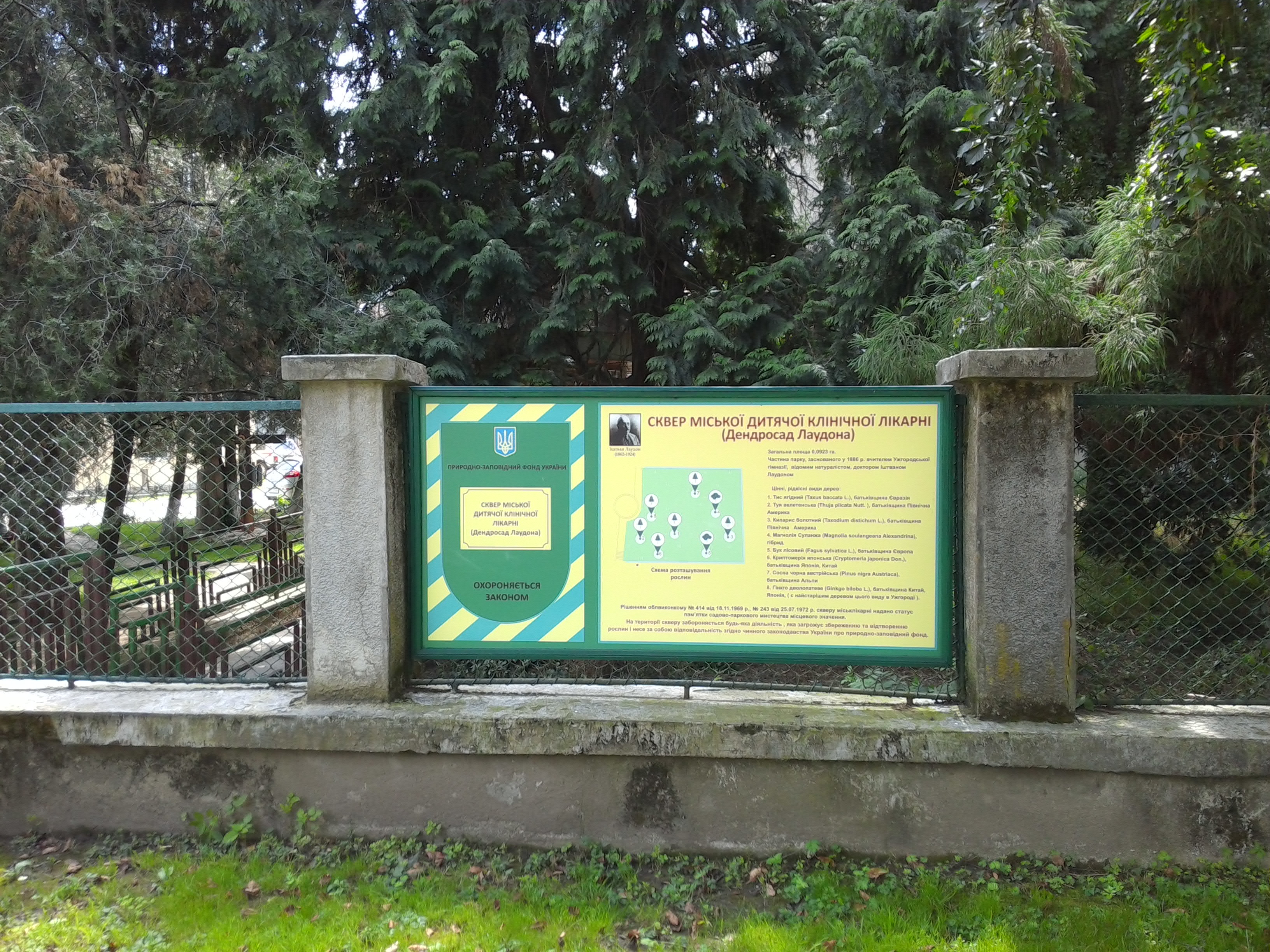
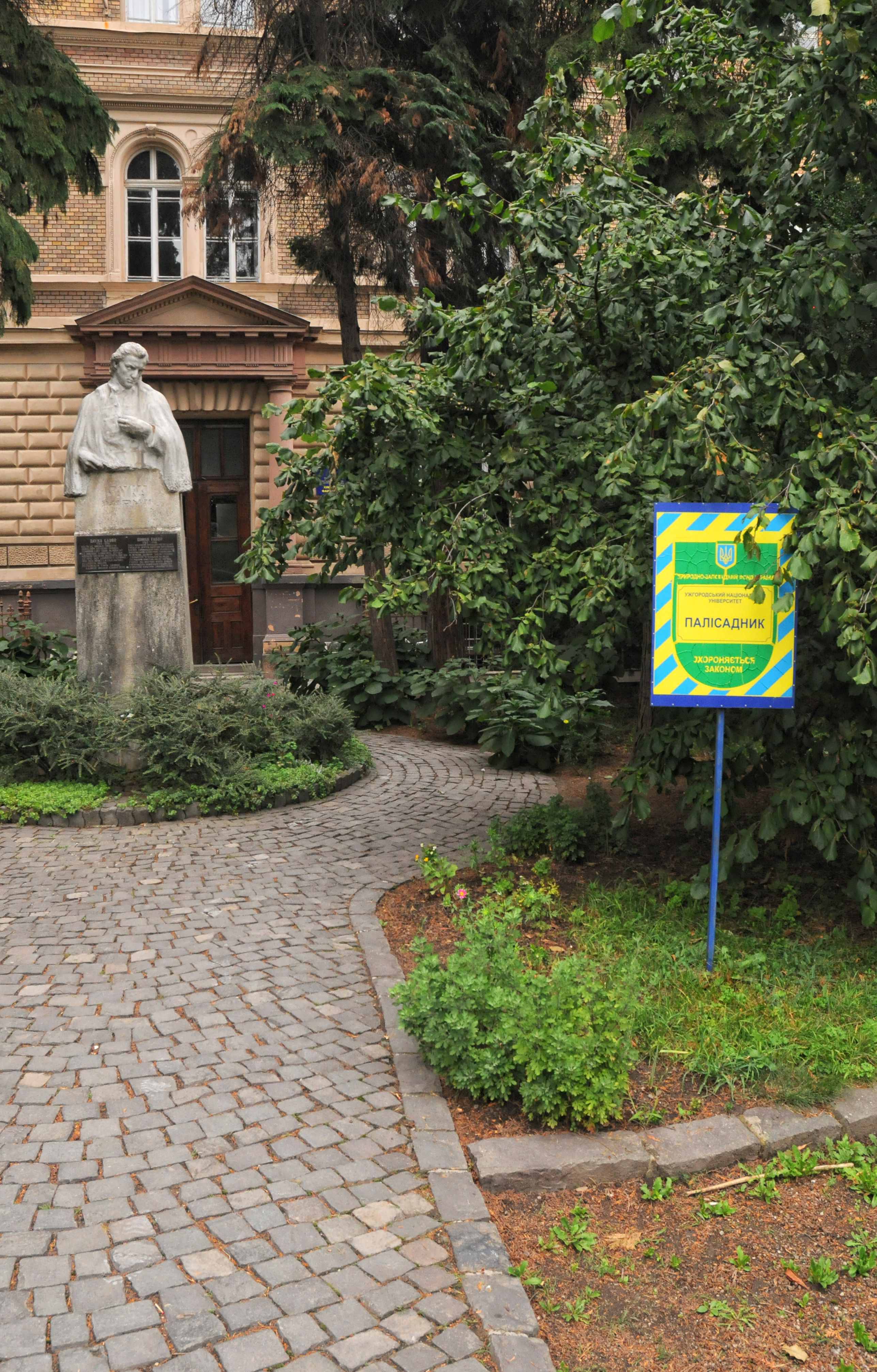
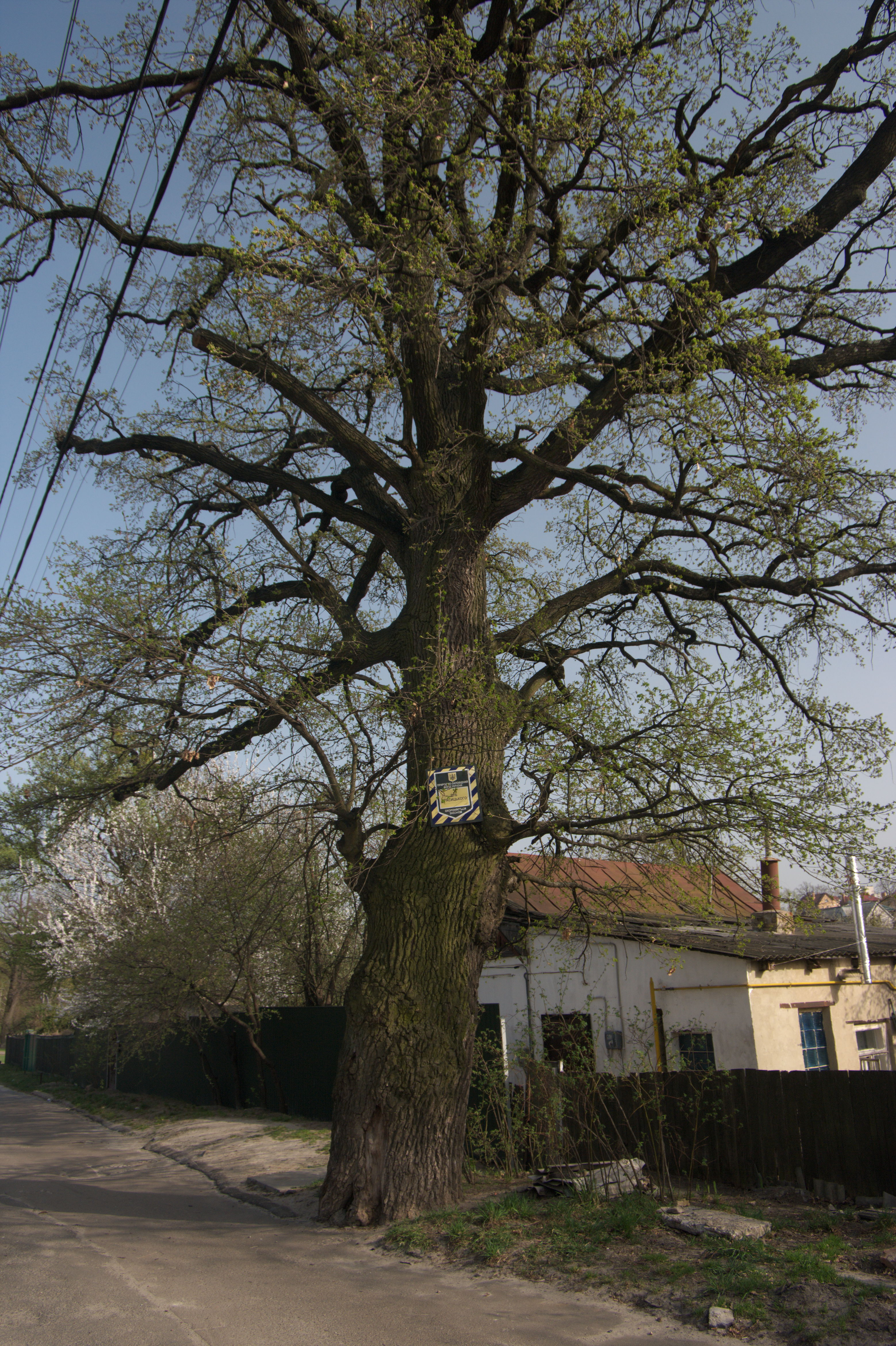
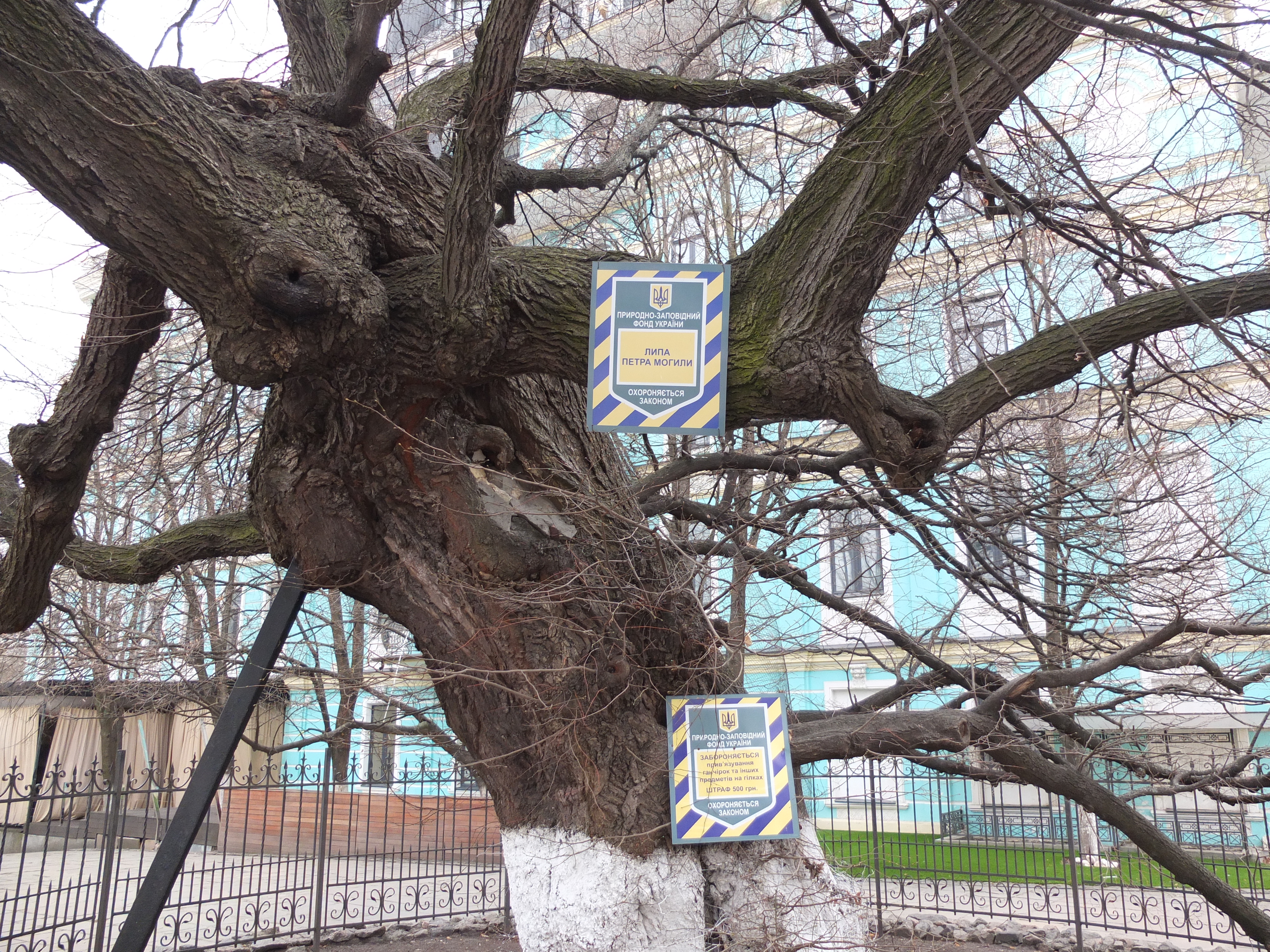

Положення про єдині державні знаки та аншлаги на територіях та об'єктах природно-заповідного фонду України затверджено Наказом Міністерства охорони навколишнього природного середовища України від 29 березня 1994 р. № 30.
Інформація про розміщення інформаційно-охоронних знаків зображається на інформаційних щитах природно-заповідного фонду.

## Завдання
Головним завданням встановлення інформаційних та охоронних знаків є забезпечення інформованості та природоохоронне виховання населення, підвищення ефективності роботи природоохоронних установ та організацій.

## Інформація
Зміст інформаційно-охоронного знаку, правила виготовлення і встановлення - подібні до правил для межового охоронного знаку, за винятком розмірів, які для інформаційно-охоронного знаку складають 841 х 594 мм.

## Додатково
- Межовий охоронний знак природно-заповідного фонду
- Інформаційний щит природно-заповідного фонду

Файли із шаблоном інформаційно-охоронного знаку у векторних форматах, доступні для завантаження на Вікісховищі [Архівовано 3 грудня 2020 у Wayback Machine.].